# Рубі Спаркс
«Рубі Спаркс» (англ. Ruby Sparks) — трагікомедійний фільм Валері Фаріс і Джонатана Дейтона. В головних ролях — Пол Дано й Зоі Казан, яка також є сценаристом картини.

## Сюжет
Кельвін (Пол Дано) — молодий письменник-прозаїк, чий перший роман мав приголомшуючий успіх. Однак натхнення покидає Кельвіна.
Доктор Розенталь, психоаналітик Кельвіна, дає йому письмове завдання — написати одну сторінку про людину, котрій подобається Скоті, пес Кельвіна. Пізніше Кельвіну наснився сон, в якому він знайомиться з симпатичною дівчиною. Вона малює Скоті й говорить, що він їй подобається. Кельвін прокидається й відразу сідає за друкарську машинку, пише про цю дівчину даючи їй ім'я Рубі Спаркс. Через день він знаходить її живу, справжню в себе на кухні, коли вона готує йому яєчню.

## В ролях
- Пол Дано — Кельвін Вейр-Філдс
- Зої Казан — Рубі Спаркс
- Кріс Мессіна — Гаррі Вейр-Філдс
- Аннетт Бенінг — Гертруда
- Антоніо Бандерас — Морт
- Аасіф Мандві — Сайрус Моді
- Стів Куган — Лангдон
- Тоні Тракс — Сьюзі Вейр-Філдс
- Елліотт Ґулд — доктор Розенталь
- Дебора Енн Уолл — Лайла